# 毛芙兰草
毛芙兰草（学名：Fuirena ciliaris）又名毛三棱，为莎草科芙兰草属下的一个种。